# Maria Fank
Maria Fank (* 1989) ist eine deutsche NPD-Aktivistin und die Vorsitzende des Berliner Landesverbands sowie Beisitzerin des Bundesverbands des Rings Nationaler Frauen. Sie wird zu den „prominentesten weiblichen Köpfen der extremen Rechten“ in Deutschland gezählt.
Nach ihrer Ausbildung zur Sozialassistentin in der Akademie für berufliche Bildung (AFBB) in Berlin wies Fank in rassistischen Reden mehrfach auf ihre Tätigkeit im sozialen Bereich hin. Sie ist Mitglied des NPD-Landesverbandes Berlin, ihr Lebensgefährte ist der Berliner Neonazi Sebastian Schmidtke. Sie ist laut Kurzportrait auf der Website des Rings Nationaler Frauen Mutter einer Tochter.